# Daniel Law
Daniel Law (født 1946 i Hong Kong, Kina) er en kinesisk komponist, professor, violinist, dirigent og lærer.
Law studerede violin på det Kinesiske Universitet i Hong Kong, og studerede komposition i USA på Nordvest Universitetet i Evanston, Illinois. Han vendte tilbage til Hong Kong, efter endt uddannelse og blev først lærer i komposition, og senere professor på 
det Kinesiske Universitet. Han har skrevet 2 symfonier, en sinfonietta, orkesterværker, kammermusik, balletmusik, instrumentalværker for mange instrumenter, korværker, vokalmusik etc. 

## Udvalgte værker
- Symfoni nr. 1 (?) - for orkester
- Symfoni nr. 2 (1991) - for orkester
- Sinfonietta "Sine Nominee" (1987) - for orkester
- Symfoni Koncertante (1981) - for orkester